# Роман Синаит
Преподобни Роман Синаит је био један од монаха синаита из друге половине 14. века који су у Србију дошли за време кнеза Лазара. Његове мошти се налазе у манастиру Свети Роман код Ђуниса.